# Nunca Máis
La plataforma Nunca Máis (Mai més en català) va ser creada a Galícia a principis de 2003 pocs dies després de s'enfonsés el petrolier Prestige enfront de les costes gallegues causant una impressionant marea negra. Aquesta organització va aglutinar des de llavors la resposta ciutadana al desastre ecològic i a la gestió portada a terme per les diferents administracions responsables.
Nunca Máis, amb múltiples accions i manifestacions de caràcter variat, va exigir la declaració de Galícia com zona catastròfica i la immediata dotació de recursos de tota classe per a reparar les greus conseqüències econòmiques, socials, mediambientals i per a la salut provocades pel sinistre. També va reclamar l'engegada de mecanismes de prevenció que impedissin que fets com aquest es tornessin a repetir en el futur.
Amb el temps l'organització ha esdevingut un moviment en defensa del medi ambient a Galícia i contra els desastres ecològics.